# Diborure d'hafnium
Pour les articles homonymes, voir HFB.
Le diborure d'hafnium est une céramique ultraréfractaire — sa température de fusion est d'environ 3 250 °C — constituée d'hafnium et de bore ayant pour formule chimique HfB2. Il se présente sous la forme d'un solide gris d'aspect métallique. Ses propriétés sont assez inhabituelles pour une céramique, avec une conductivité thermique et une conductivité électrique plutôt élevées, tout comme le diborure de titane TiB2, isostructurel, et le diborure de zirconium ZrB2. 
Le diborure d'hafnium est souvent associé au carbone, au bore, au silicium, au carbure de silicium et/ou au nickel pour faciliter la consolidation du HfB2 pulvérulent par frittage, généralement réalisée par pressage à chaud lors duquel les poudres sont chauffées et comprimées. Des couches minces peuvent être obtenues à partir de borohydrure d'hafnium Hf(BH4)4 par dépôt chimique en phase vapeur (CVD),,.
Ce matériau présente l'avantage d'être moins sensible à l'ablation lors de la rentrée atmosphérique que les matériaux composites à matrice polymère et est de ce fait étudié pour les parties chaudes des missiles hypersoniques, bord d'attaque ou moteur, ou comme fenêtre d'antenne.
Il est également étudié pour des applications potentielles dans les barres de contrôle des réacteurs nucléaires.